# Lago/Esso Heights
Lago/Esso Heights – strefa (zone) w regionie Sint Nicolaas-Zuid w południowej części kraju autonomicznego Aruba, należącego do Holandii, w Ameryce Południowej. 1 stycznia 2020 r. liczyła 867 mieszkańców.  

## Podział administracyjny
W skład strefy wchodzą dwie miejscowości:
- Esso Heights
- Lago Heights

## Demografia
Strefa liczy 867 mieszkańców (1 stycznia 2020).
| Kobiety | Mężczyźni |
| ------- | --------- |
| 397     | 470       |